# Mittel-Grund

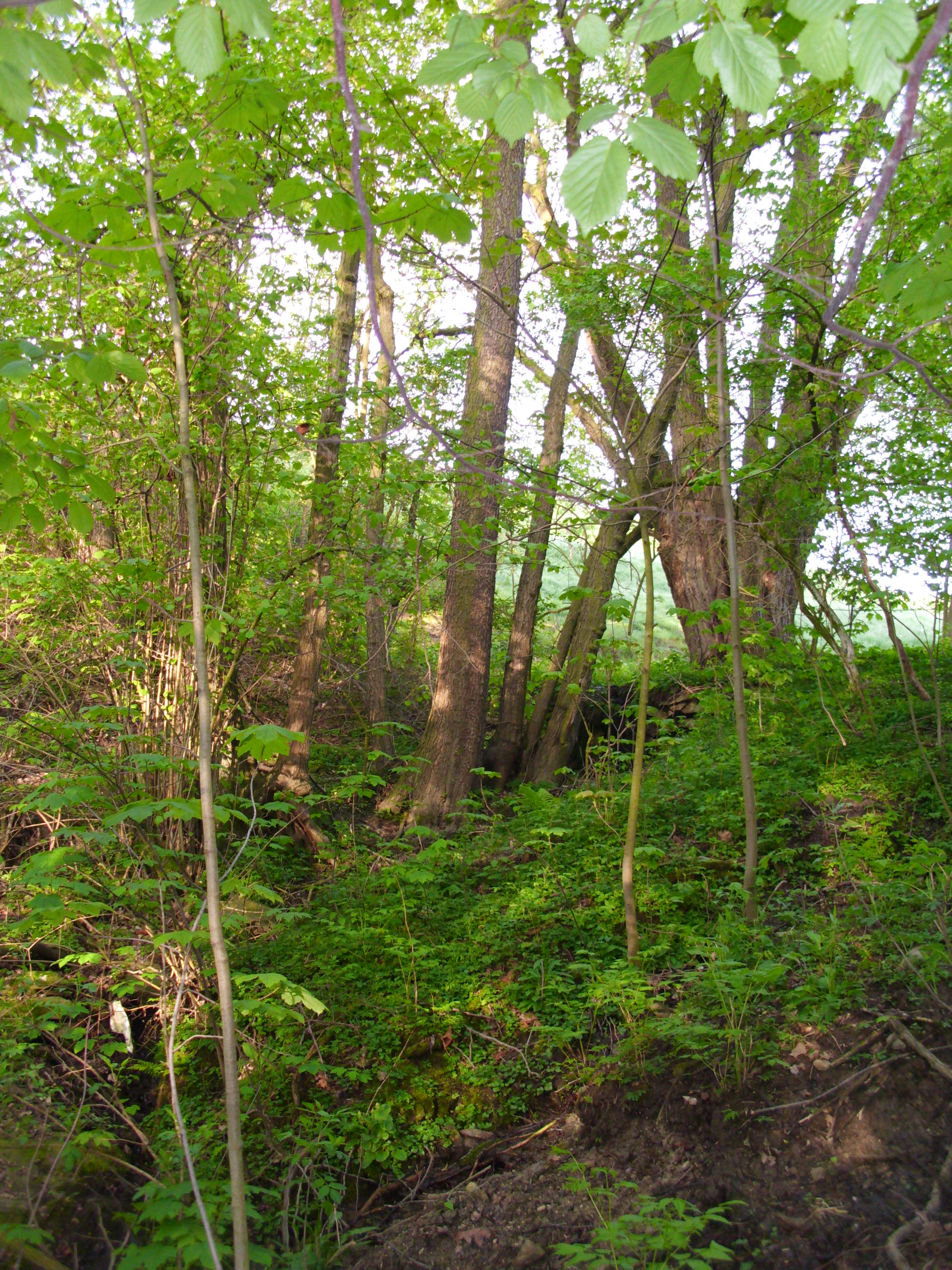
Der Mittel-Grund

Der Mittel-Grund ist ein Seitental der Roten Weißeritz bei Seifersdorf (Dippoldiswalde) im Landkreis Sächsische Schweiz-Osterzgebirge. Im untersten Abschnitt ist er seit 1974 als Teil des Landschaftsschutzgebietes Tal der Roten Weißeritz ausgewiesen.

## Lage
Als Mittel-Grund wird das linke Seitental des Seifersdorfer Grundes (Rote Weißeritz) bezeichnet, das nördlich von Seifersdorf unterhalb der Alten Meißner Straße beginnt und in den Seifersdorfer Grund mündet. Der obere Abschnitt wurde im Zuge von LPG-Flurzusammenlegung in den 1960er Jahren zu Ackerland gemacht. Lediglich ein großer Baum inmitten der Felder zeigt seinen Beginn. Er liegt in der Gemarkung von Seifersdorf.

## Geschichte

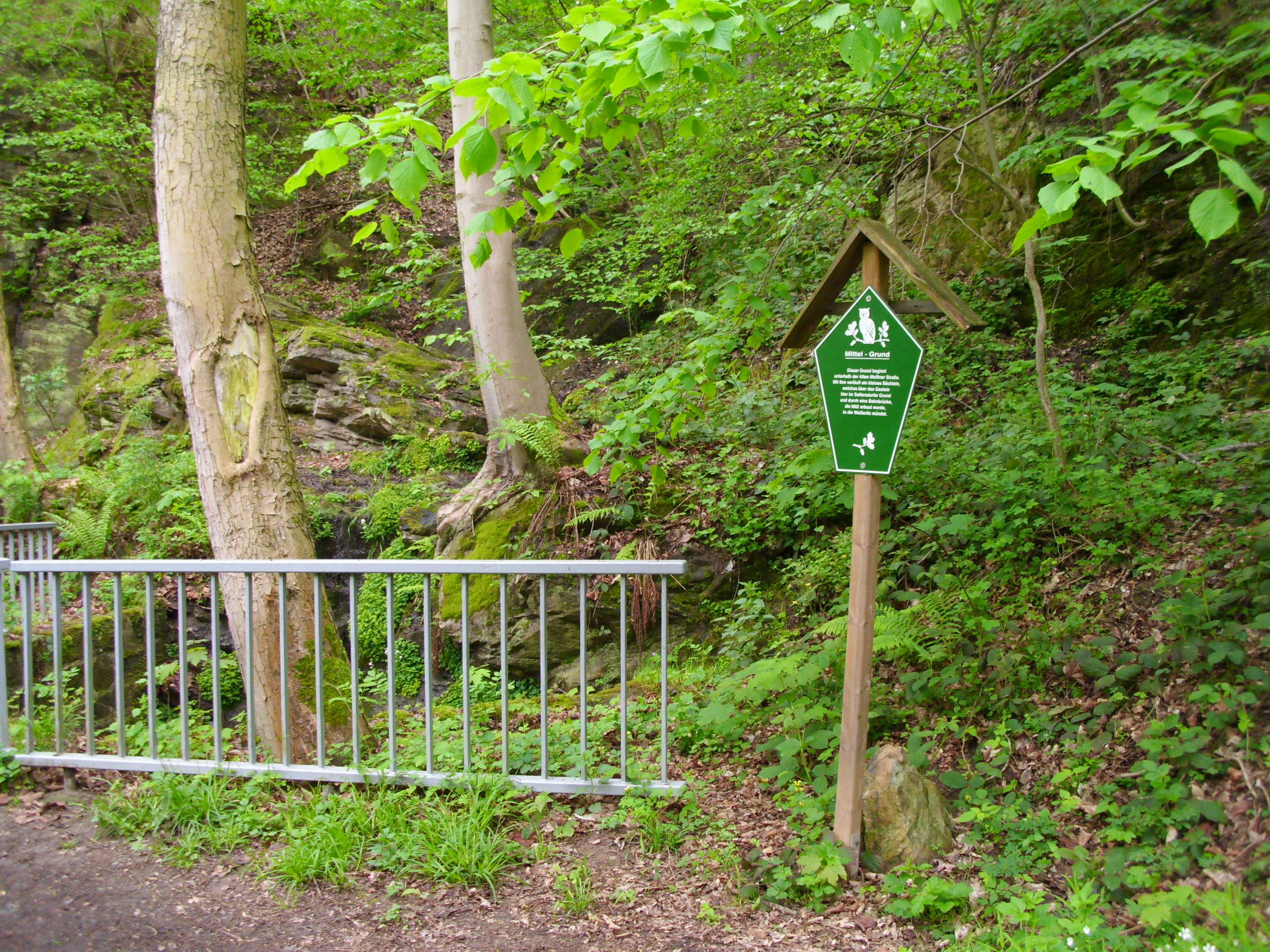
Der Mittel-Grund an der Mündung

Durch den Grund verlief die Alte Spechtritzer Straße (auch Leichenweg), die nach dem Bau der Neuen Spechtritzer Straße 1839 zur Alten Meißner Straße an Bedeutung verloren hat. Bereits auf den Berliner Meilenblättern um 1800 wird sie erwähnt.

## Mittelgrundbach
Der gleichnamige Bach des Grundes durchläuft in der gesamten Länge diesen, bis auf den verrohrten oberen, zum Acker umgewandelten, Teil. Bei der Mündung in die Weißeritz befindet sich die 1882 errichtete Bachunterführung der Alten Bahntrasse, der Weißeritztalbahn.

## Landschaftsschutz
Am 4. Juli 1974 wurde der untere Abschnitt als Teil des Landschaftsschutzgebietes „Tal der Roten Weißeritz“ unter Schutz gestellt.
Koordinaten: 50° 56′ 26″ N, 13° 38′ 44″ O